# Nalaich

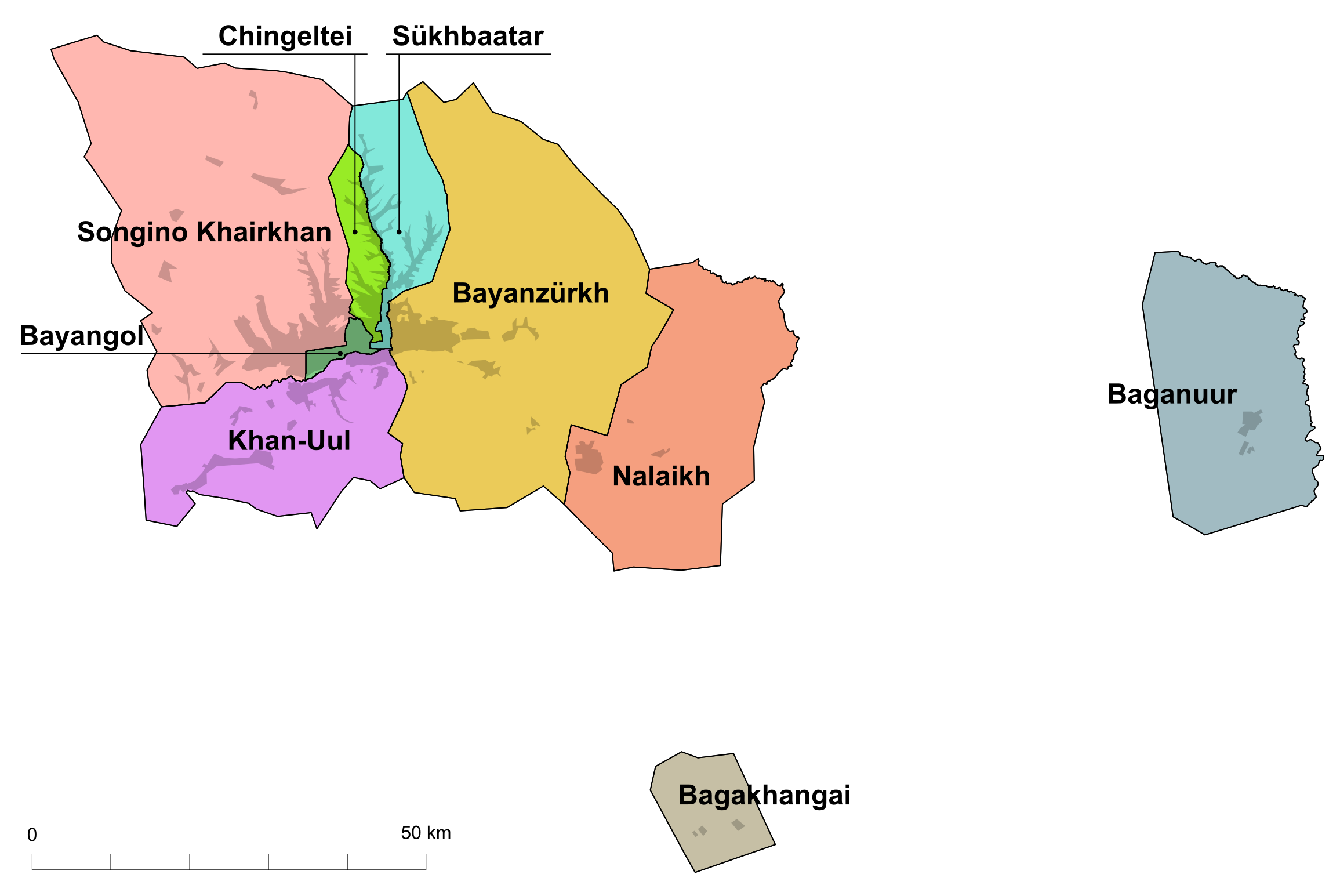
Lage Nalaich Nalaikh innerhalb der Stadt Ulaanbaatar

Nalaich (mongolisch Налайх) ist einer der neun Düüregs (Distrikte) der mongolischen Hauptstadt Ulaanbaatar.  Es ist in 6 Choroos (Unterdistrikte) aufgeteilt.

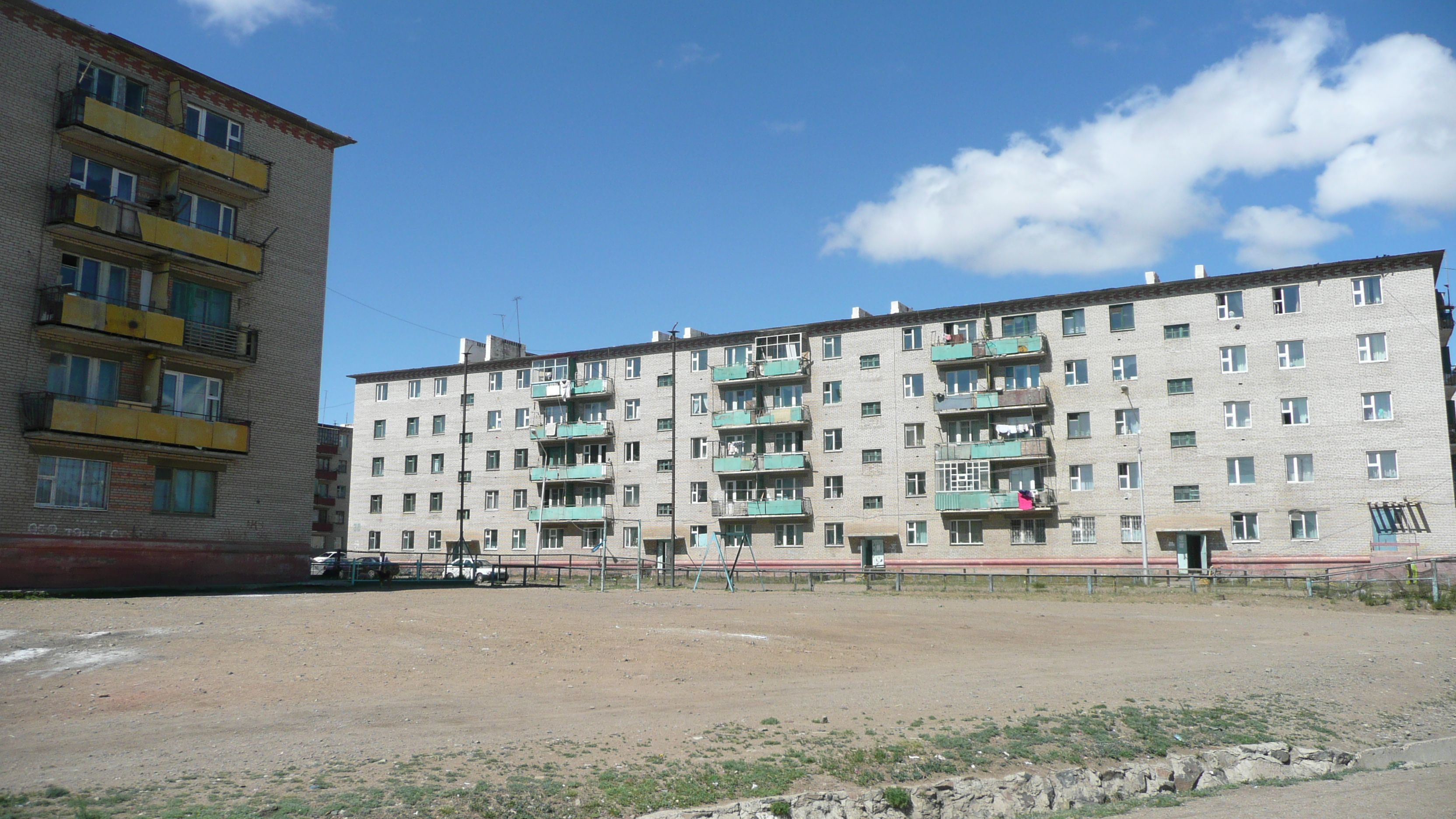
Wohnblocks in Nalaich

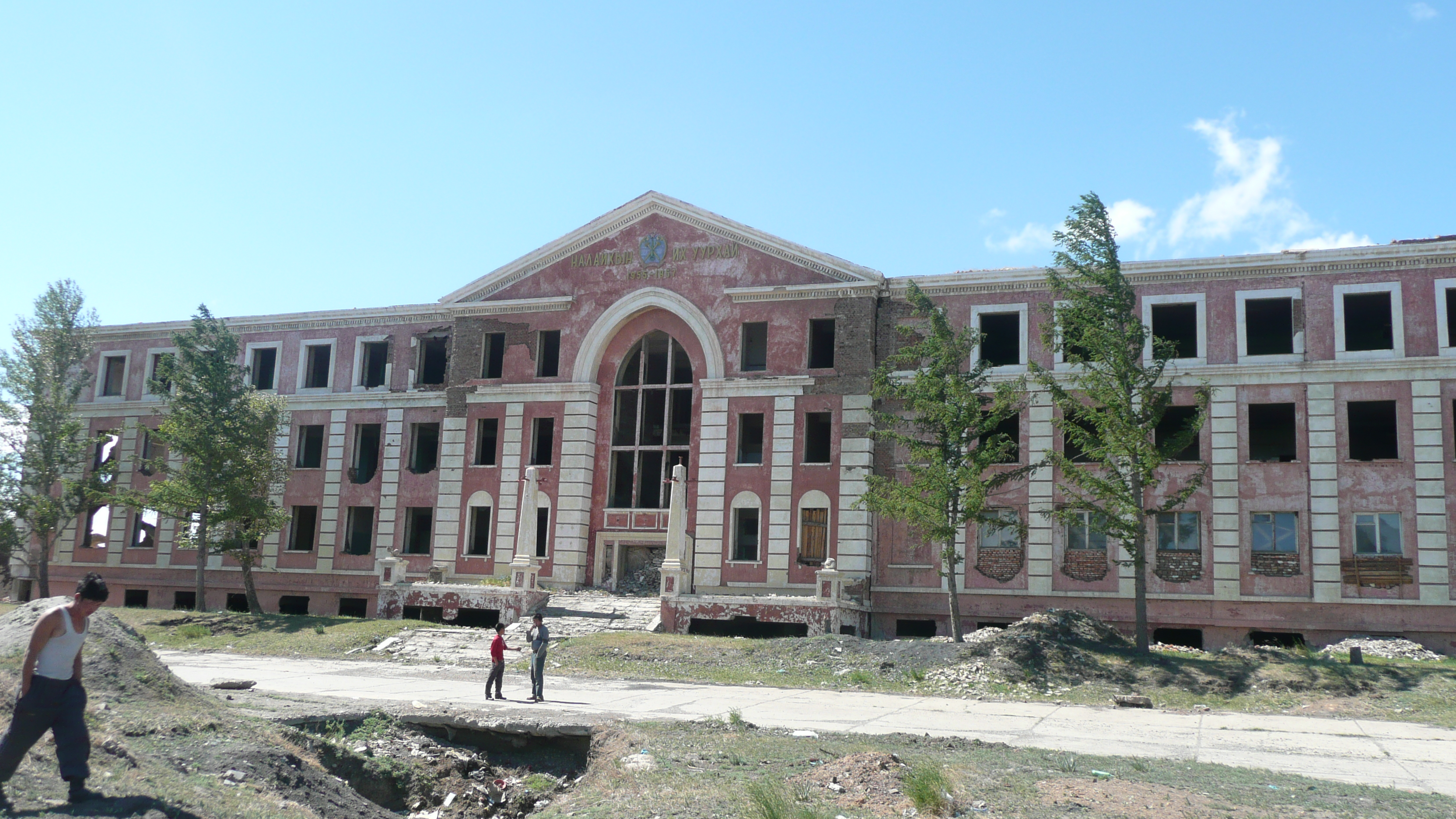
Alte Kohlenmine in Nalaich

Im Unterschied zu den meisten anderen Düüregs ist Nalaich funktionell eine separate Stadt, wird aber trotzdem von der gemeinsamen Administration der Hauptstadt verwaltet.
Seit 2011 besteht hier die Deutsch-Mongolische Hochschule für Rohstoffe und Technologie.